# Ophrys heraultii
Ophrys heraultii là một loài thực vật có hoa trong họ Lan. Loài này được G.Keller ex Schrenk mô tả khoa học đầu tiên năm 1971.